# 黃文星 (明朝)
黄文星（？—1621年），字鲜生，南直隶安庆府潜山县人。明朝政治人物。

## 生平
县学生，选贡，万历四十年（1612年）壬子科应天乡试举人，萬曆四十一年（1613年）联捷癸丑科進士，授福建同安县知县，调北直清丰县，升兵部车驾司主事，巡视皇城。著有《南岳社稿》。

## 家族
曾祖黄戏。祖父黄淵。父黄植，庠生。